# 쿤링
쿤링(중국어: 昆凌, 영어: Hannah Quinlivan 해나 퀸리번[*], 1993년 8월 12일 ~ )은 타이완의 배우, 모델이다.

## 작품 목록
- 스카이스크래퍼 (2018) - 시아 역